# Pedículo do Congo

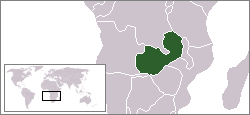
Forma de borboleta da Zâmbia formada pelo pedículo do Congo

O Pedículo do Congo (já referido como o Pedículo do Zaire; em francês la botte du Katanga, significando 'Bota do Catanga') é a saliência a sudeste da Província de Alto Catanga da República Democrática do Congo, que divide a vizinha Zâmbia em dois lóbulos. Na área, o pedículo é parecido em tamanho com o País de Gales ou Nova Jérsia. 'Pedículo' é usado no sentido de 'um pequeno pé'. 'Pedículo do Congo' ou 'o Pedículo' também é usado para referir a estrada do Pedículo do Congo, que passa por ele.
O Pedículo do Congo é um exemplo de limites impostos pelos poderes europeus em África no início da Partilha de África, que foram estabelecidos pelos interesses, e normalmente não consideravam limites políticos ou tribais preexistentes.
Como está localizado na extremidade sudeste no país, o seu fim oriental está mais perto das cidades capital de 17 outros países africanos que a sua própria, Quinxassa.

## Reivindicações territoriais britânicas e belgas
A Companhia Britânica da África do Sul (CBAS) de Cecil Rhodes abordou Catanga pelo sul, o Estado Livre do Congo (ELC) do Rei belga Leopoldo II abordou pelo noroeste. Catanga sudeste era controlada pelo reinado Ieque-Garangaze de Msiri sediado em Bunkeya, e a CBAS e o ELC competiram para assinar tratados com ele, enquanto tentava jogar um contra o outro.
Depois da morte de Msi, o ELC foi mais rápido a consolidar a sua reivindicação do território de Msiri chamado 'Garanganza', e mais tarde Catanga, oeste para cima de Luapula. Desde 1885 eles já tinham reivindicado terras a norte da bacia hidrográfica do Congo-Zambeze. A CBAS foi deixada com terra a sul da bacia hidrográfica e este de Luapula. A Conferência de Berlim de 1884-85 foi organizada pela Alemanha para resolver o desfecho da Partilha de África. Não estabeleceu limites reais, mas concordou em áreas de influência, incluindo o controlo do ELC sobre o Congo. Fronteiras detalhadas foram deixadas para negociações bilaterais.

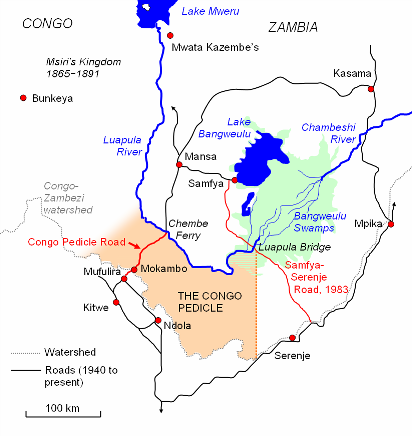
Mapa mostrando o Pedículo do Congo em relação às fronteiras formadas pelo rio Luapula e pela bacia hidrográfica Congo-Zambeze.

### Negociação de fronteiras
O problema principal do lado belga e britânico sob a fronteira do Catanga no sudeste era a falta de uma característica geográfica óbvia para a definir, pois o limite da baía hidrográfica Congo-Zambezi e a Luapula não se encontram. Separados por um distância de 70 a 150 km, eles correm num arco curvando a sudeste e depois nordeste, percorrendo quase paralelo mas gradualmente ficando próximos, e chegariam ao planalto entre os lagos Tanganica e Niassa. Havia a questão também se a fronteira deveria considerar o rio Chambeshi e o rio Luapula como os fluxos de origem do rio Congo, portanto delimitadores geográficos.
Do ponto de vista britânico, a escolha óbvia para a fronteira teria sido a linha sudoeste para nordeste da baía hidrográfica para Luapula. Falhando acordar nisso, uma segunda opção seria continuar para sul da linha do vale Luapula-Lago Mweru (longitude 28º 35') que forma a parte mais longa norte-sul da fronteira, até fazer interseção da baía hidrográfica Congo-Zambezi, então todo o país imediatamente a este de uma lina norte-sul por Ndola seria então Rodésia do Norte. Mas os belgas esperavam por acesso para as áreas repletas do Pântano Bangweulu e pressionou para as fronteiras se colarem ao rio e baía hidrográfica. Em negociações para um tratado alguma 'negociação' de territórios esteve envolvido no Congo nordeste, Sudão e Uganda. Também havia a questão de como quão leste nos pântanos do Bangweulu e planície de inundação o Pedículo se devia estender. O rei de Itália foi chamado para adjudicar, e ele desenhou uma linha norte-sul (um linha de longitude) por um ponto no mapa onde o Luapula se pensava sair dos pântanos do Lago Bangweulu, que deu nascimento ao Pedículo: 70 a 100 km de largura e cerca de 200 quilómetros de comprimento.

### Acordo Anglo-Belga de 12 de maio de 1884
O acordo foi incorporado neste tratado maior, que lidou maioritariamente com Equatória.

### Comissão do Limite Anglo-Belga, 1911-1914
À medida que a região foi examinada mais de perto, tornou-se evidente que havia uma série de problemas no terreno. A Luapula não corre sempre num só canal; existem ilhas, pântanos, e múltiplos canais; e o canal principal pode mudar de acordo com a altura do rio. É particularmente confusa a sul de Bangweulu, onde não existe um canal claro a sair dos pântanos mas uma massa emaranhada de canais em pântanos e várzeas dez quilómetros mais largos, e a linha de longitude do rei passava-os em múltiplos pontos.
A Comissão do Limite Anglo-Belga foi estabelecida em 1911 para examinar os limites no terreno, resolvendo os problemas e marcando a fronteira com postes e torres de madeira usados para triangulação. A régua do rei italiano foi movida oeste para um ponto onde cortou um canal claramente definido num sítio. Finalmente, o trabalho foi completo em 1914.

## Consequência para a Rodésia do Norte/Zâmbia
Como consequência de Catanga alcançar o Pedículo, ganhou um apoio nos Pântanos de Bangweulu e potenciais recursos minerais, embora aconteceu que, a divisão do principal minério de cobre entre o Congo e a Rodésia do Norte foi determinada pela baía hidrográfica Congo-Zambezi e não seria afetada pela existência do Pedículo. Foi o falhanço do BCAS a conseguir que Msiri assinasse Garanganza como um protetorado britânico que perdeu o cinturão de cobre quinxassa-congolês para a Rodésia do Norte, e alguns no BCAS queixaram-se que os missionários britânicos Frederick Stanley Arnot e Charles Swan poderiam ter feito mais para ajudar, embora a sua missão Assembleias dos Irmãos tinha uma política de não se involver em política. Uma vez que Msiri foi morto pelo ELC era demasiado tarde para tentar de novo, e consequentemente o líder responsável da expedição ELC, o Capitão canadiano William Grant Stairs era visto por alguns na Rodésia do Norte como um traidor do Império britânico.

### Questões estratégicas para a Zâmbia
Os problemas para a Zâmbia só surgiram 50 anos depois, com a crise do Congo de 1960-63. O Pedículo separa a Província de Luapula e a parte ocidental da Província do Norte do centro industrial e comercial do Cinturão de Cobre do país. Isto é agravado pelo facto de que na ponta do Pedículo, onde o rio Luapula flui para fora do sistema Bangweulu, os pântanos do rio têm pelo menos 6 quilômetros de largura e a planície de inundação tem 60 quilómetros de largura, tornando uma estrada impossível com os recursos disponíveis durante a maior parte do século 20. A estrada mais a sul possível para Luapula, mantendo-se em território zambiano, foi empurrada, por estas circunstâncias, por mais 200 quilómetros ao norte, contornando o Lago Bangweulu.
Estrategicamente, o Pedículo do Congo é um problema para a Zâmboa, embora não para a RD do Congo. Também afetando comunicação por pelo menos um quarto do país com o centro e oeste, expõe potencialmente uma maior parte da Zâmbia, que aproveitou da paz por mais de 100 anos, para entrar em conflito em Catanga, o que não aconteceu. Zâmbia foi testemunha de violência em Catanga entre fações armadas e pelo exército contra civis que ocasionalmente passou para a Zâmbia, ou que afetou os cidadãos que viajam na Pedículo do Congo. Em certas alturas, foi-lhes fechado fazendo com que dar uma grande volta a norte e este de Bangweulu seja a única opção. Além disso, crime entre fronteiras e tráfico de armas tem sido um problema no Cinturão de cobre, como caça no Pântano Bangweulu.